# Benjaminia paeminosa
Benjaminia paeminosa là một loài tò vò trong họ Ichneumonidae.